# Copa Intercontinental FIBA 1966
La Copa Intercontinental FIBA 1966 fue la primera edición oficial de la Copa Intercontinental FIBA para clubes de baloncesto masculino. Tuvo lugar en el Pabellón Raimundo Saporta, Madrid, España. De la Copa de Campeones de Europa FIBA participaron Real Madrid y Pallacanestro Varese, del Campeonato Sudamericano de Clubes participó el Corinthians, y de la NABL jugaron los Saints.

## Participantes
| Continente        | Equipos | Clubs                              |
| ----------------- | ------- | ---------------------------------- |
| Europa            | 2       | Real Madrid y Pallacanestro Varese |
| América del norte | 1       | Jamaco Saints                      |
| Sudamérica        | 1       | Corinthians                        |

## Ronda final

### Semifinales
| 7 de enero de 1966 | Real Madrid | 77-86 | Pallacanestro Varese | Pabellón Raimundo Saporta, Madrid, España |  |

| 7 de enero de 1966 | Corinthians | 69-62 | Jamaco Saints | Pabellón Raimundo Saporta, Madrid, España |  |

### Por el tercer lugar
| 8 de enero de 1966 | Real Madrid | 112-96 | Jamaco Saints | Pabellón Raimundo Saporta, Madrid, España |  |

### Final
| 9 de enero de 1966 | Pallacanestro Varese | 66-59 | Corinthians | Pabellón Raimundo Saporta, Madrid, España |  |

## Estadísticas

### Clasificación final
| Pallacanestro Varese |
| Corinthians          |
| Real Madrid          |
| 4° Jamaco Saints     |